# Скотт Стіл
Скотт Стіл (англ. Scott Steele, 26 лютого 1958) — американський яхтсмен.
Срібний призер Олімпійських Ігор 1984 року в класі Віндґлайдер.